# Daisuke Nakano
Daisuke Nakano (Niigata, 10 de outubro de 1982) é um ex-ginasta japonês que competiu em provas de ginástica artística.
Daisuke fez parte da equipe olímpica japonesa que disputou os Jogos Olímpicos de Atenas, em 2004. Neles, ao lado de Takehiro Kashima, Hisashi Mizutori, Hiroyuki Tomita, Naoya Tsukahara e Isao Yoneda, fora membro da equipe campeã por equipes. Na final das barras paralelas, encerrou quinto colocado, em prova vencida pelo ucraniano Valeri Goncharov.